# Seneca (Oregon)
Seneca ist eine Stadt im Grant County im US-Bundesstaat Oregon. Es liegt in den Blue Mountains, etwa 37 km südlich von Canyon City an der US Route 395, am Rande des Malheur National Forest. Die Bevölkerung betrug 165 im Jahr 2020.

## Geschichte
Das Postamt von Seneca wurde 1895 gegründet und von der Postmeisterin Minnie Southworth nach ihrem Schwager, der prominenten Richterin aus Portland, Seneca Smith, benannt.
Während frühe Siedler Ende des 19. Jahrhunderts in das Tal zogen, begann Seneca erst 1929 zu wachsen, als es zum nördlichen Endpunkt der jetzt aufgelösten Oregon and Northwestern Railroad wurde, die der Edward Hines Lumber Company gehörte und sich nach Süden bis nach Burns erstreckte. Zu dieser Zeit begann der groß angelegte Transport von Ponderosa Pine-Stämmen aus Seneca und dem umliegenden Nationalforst zum Hines Sägewerk in Hines. Das Unternehmen errichtete in Seneca ein Hobelwerk und Eisenbahnwerkstätten und der Ort wurde im Wesentlichen zu einem Industriestandort und Arbeitersiedlung der Hines Lumber Company. Im Jahr 1940 hatte Seneca 275 Einwohner. Der Holzeinschlag in der Gegend begann in den 1970er Jahren zu sinken und die Firma Hines stellte 1984 den Betrieb ihrer Sägewerke und der Eisenbahn ein. Die Bevölkerung wurde von dort an immer weniger. Mit dem Rückgang der Dominanz der Hines Lumber Company beantragten Bewohner von Seneca die Erhebung zur Stadt (City), die 1970 erfolgte.

## Geografie
Nach Angaben des United States Census Bureau hat die Stadt eine Gesamtfläche von 2,07 Quadratkilometer, wovon alles Land ist.
Seneca liegt am Zusammenfluss des Bear Creek und Silvies River im Bear Valley am nördlichen Rand des Großen Beckens.

## Klima
Seneca hat nach der Köppen-Geiger-Klassifikation ein sommerwarmes trockenes Kontinentalklima mit warmen Tagestemperaturen im Sommer und ganzjährig kühlen bis kalten Nachttemperaturen. Die durchschnittlich hohen Temperaturen während des ganzen Jahres sind relativ mild für ein subarktisches Klima. Es liegt direkt an der Grenze des regulären halbtrockenen Kontinentalklimas.
Seneca hat das kühlste Wetter in Grant County und hat die kälteste offizielle Temperatur, die in Oregon aufgezeichnet wurde: −48 °C im Jahr 1933.

## Demografie
Der Ort verliert fast ständig an Einwohnern.

### Bevölkerungsentwicklung
| Bevölkerung | Bevölkerung | Bevölkerung |
| Jahr        | Einwohner   | %±          |
| ----------- | ----------- | ----------- |
| 1980        | 285         | —           |
| 1990        | 191         | −33,0 %     |
| 2000        | 223         | 16,8 %      |
| 2010        | 199         | −10,8 %     |
| 2020        | 165         | −17,1 %     |

## Wirtschaft
Die Hauptindustrien in Seneca sind Viehzucht und Holzproduktion.

## Bildung
Seneca wird vom Grant County School District (ehemals John Day School District) betreut. Die Seneca-Schule ist eine Schule bis zur sechsten Klasse. Die Seneca School wurde in den 1930er Jahren für die Angestellten der Hines Lumber Company gebaut. 2011 hatte die Schule 58 Schüler.